# Морадабад
Морадабад або Мурадабад (гінді मुरादाबाद, урду مُرادآباد, англ. Moradabad) — місто на півночі Індії, у штаті Уттар-Прадеш. Адміністративний центр округу Морадабад.

## Географія
Розташований на правому березі річки Рамганга (притока Гангу), в 167 км на схід від столиці країни, міста Делі, на висоті 185 м над рівнем моря.

### Клімат
Місто знаходиться у зоні, котра характеризується вологим субтропічним кліматом. Найтепліший місяць — червень із середньою температурою 33.6 °C (92.4 °F). Найхолодніший місяць — січень, із середньою температурою 14.2 °С (57.5 °F).
| Клімат Морадабада       | Клімат Морадабада | Клімат Морадабада | Клімат Морадабада | Клімат Морадабада | Клімат Морадабада | Клімат Морадабада | Клімат Морадабада | Клімат Морадабада | Клімат Морадабада | Клімат Морадабада | Клімат Морадабада | Клімат Морадабада | Клімат Морадабада |
| Показник                | Січ.              | Лют.              | Бер.              | Квіт.             | Трав.             | Черв.             | Лип.              | Серп.             | Вер.              | Жовт.             | Лист.             | Груд.             | Рік               |
| Середній максимум, °C   | 21,4              | 24,3              | 30,4              | 36,7              | 40,3              | 39,5              | 34,8              | 33,4              | 33,9              | 33                | 28,4              | 23                | 31,6              |
| Середня температура, °C | 14,2              | 17                | 22,5              | 28,7              | 32,7              | 33,6              | 30,6              | 29,5              | 29,1              | 26                | 20,5              | 15,5              | 25                |
| Середній мінімум, °C    | 7                 | 9,7               | 14,6              | 20,7              | 25,2              | 27,6              | 26,5              | 25,7              | 24,4              | 19,1              | 12,6              | 8                 | 18,4              |
| Норма опадів, мм        | 17.2              | 14.9              | 11.6              | 7.4               | 14.5              | 76.4              | 237.3             | 260.9             | 140               | 20.6              | 3.3               | 6.9               | 811               |
| ----------------------- | ----------------- | ----------------- | ----------------- | ----------------- | ----------------- | ----------------- | ----------------- | ----------------- | ----------------- | ----------------- | ----------------- | ----------------- | ----------------- |
| Джерело: Weatherbase    |                   |                   |                   |                   |                   |                   |                   |                   |                   |                   |                   |                   |                   |

## Історія
Місто було засноване в 1625 році. У 1980 році у Морадабаді пройшли індо-мусульманські погроми, у результаті яких загинули сотні людей.

## Населення
Згідно з даними перепису 2011 року, населення міста становило 889 810 осіб. Рівень грамотності населення становить 70,65 % (74,05 % чоловіків і 66,90 % жінок). Частка дітей віком до 6 років — 12,4 %. На 1000 чоловіків в середньому припадає 908 жінок. Основні мови населення Морадабаду — гінді, урду, панджабі і англійська. Близько 50 % населення міста сповідує індуїзм; 49 % — іслам; 0,7 % — джайнізм і 0,3 % — інші релігії.

## Транспорт
Через Морадабад проходить національне шосе № 24, що з'єднує місто з Делі — на заході і з Лакнау — на сході.

## Пам'ятки
Пам'ятки міста включають мечеть Джама-Масджид (XVII століття) та інші культові споруди.